# Rue de Franqueville
La rue de Franqueville est une voie du 16e arrondissement de Paris, en France.

## Situation et accès

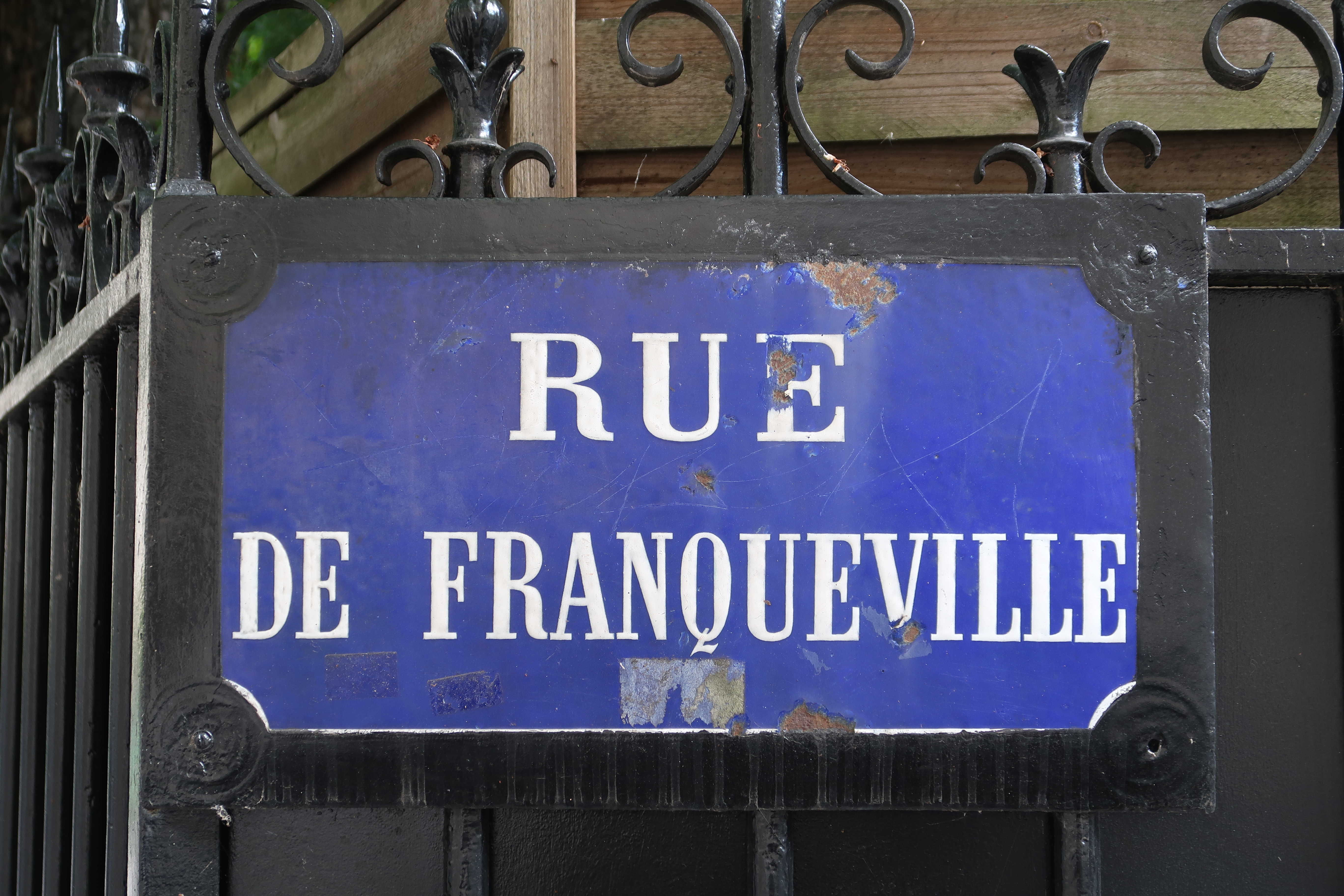
Plaque.

La rue de Franqueville est une voie publique située dans le 16e arrondissement de Paris. Elle débute au 2, rue Maspero et rue Verdi et se termine au 115, avenue Henri-Martin.
Le quartier est desservi par la ligne de métro 9, à la station La Muette. La gare de l'avenue Henri-Martin et la gare de Boulainvilliers de la ligne C se situent à proximité, l’une au nord et l’autre au sud.

## Origine du nom
La rue porte le nom de l'ingénieur français Alfred Charles Ernest Franquet de Franqueville (1809-1876).

## Historique
Cette voie est ouverte sous sa dénomination actuelle, dans le parc de la Muette en 1904, par les héritiers d'Alfred Franquet de Franqueville.
En 1906, des maçons en grève, après une réunion à la bourse du travail, tentent de débaucher les ouvriers travaillant sur des chantiers de construction situés dans le quartier, boulevard Émile-Augier, rue Edmond-About, rue de Franqueville, etc. Des violences s’ensuivent et une trentaine d’arrestations sont opérées.
Elle est classée dans la voirie parisienne par un décret du 15 mars 1927.

## Bâtiments remarquables et lieux de mémoire
- No 1 (angle rue Maspero) : immeuble de six étages dont la demande de permis de construire date de 1939[3], réalisé par l’architecte J. Boucheron, signé en façade.
- No 6 : le pilote automobile Gilles Hourgières, Georges Huillier de son vrai nom, y avait son domicile et y est mort en 1919[4]. C'est à cette même adresse qu'a grandi Emmanuelle de Dampierre (1913-2012), future épouse de l'infant Jacques-Henri de Bourbon[5]. On y trouve aujourd'hui la délégation permanente de la Finlande auprès de l'OCDE.
- No 10 : Association autrichienne à Paris[6].
- No 14 : ancien hôtel particulier du comte de Franqueville (vers 1910)[7].
- No 15 bis : délégation permanente du Canada auprès de l'OCDE[8]. C'était auparavant l'hôtel particulier de l'industriel Guy de Wendel.
- No 19 (anciennement) : c’est en 1922 que le baron et la baronne de Rothschild s’installent à cette adresse, dans leur nouvelle demeure[9].
- No 23 : début de la rue André-Pascal, qui permet d'accéder au château de la Muette, siège de l'OCDE.
- No 33 : le lundi 21 juillet 1986, une voiture explose devant le siège de l’OCDE, sans faire de victimes mais les vitres des immeubles avoisinants sont soufflées sur plusieurs centaines de mètres[10].

## La rue au cinéma
- Rafael Dacosta, personnage du film de Luis Bunuel Le Charme discret de la bourgeoisie, est censé vivre au no 2 de la rue, à l'angle de la rue Maspero.

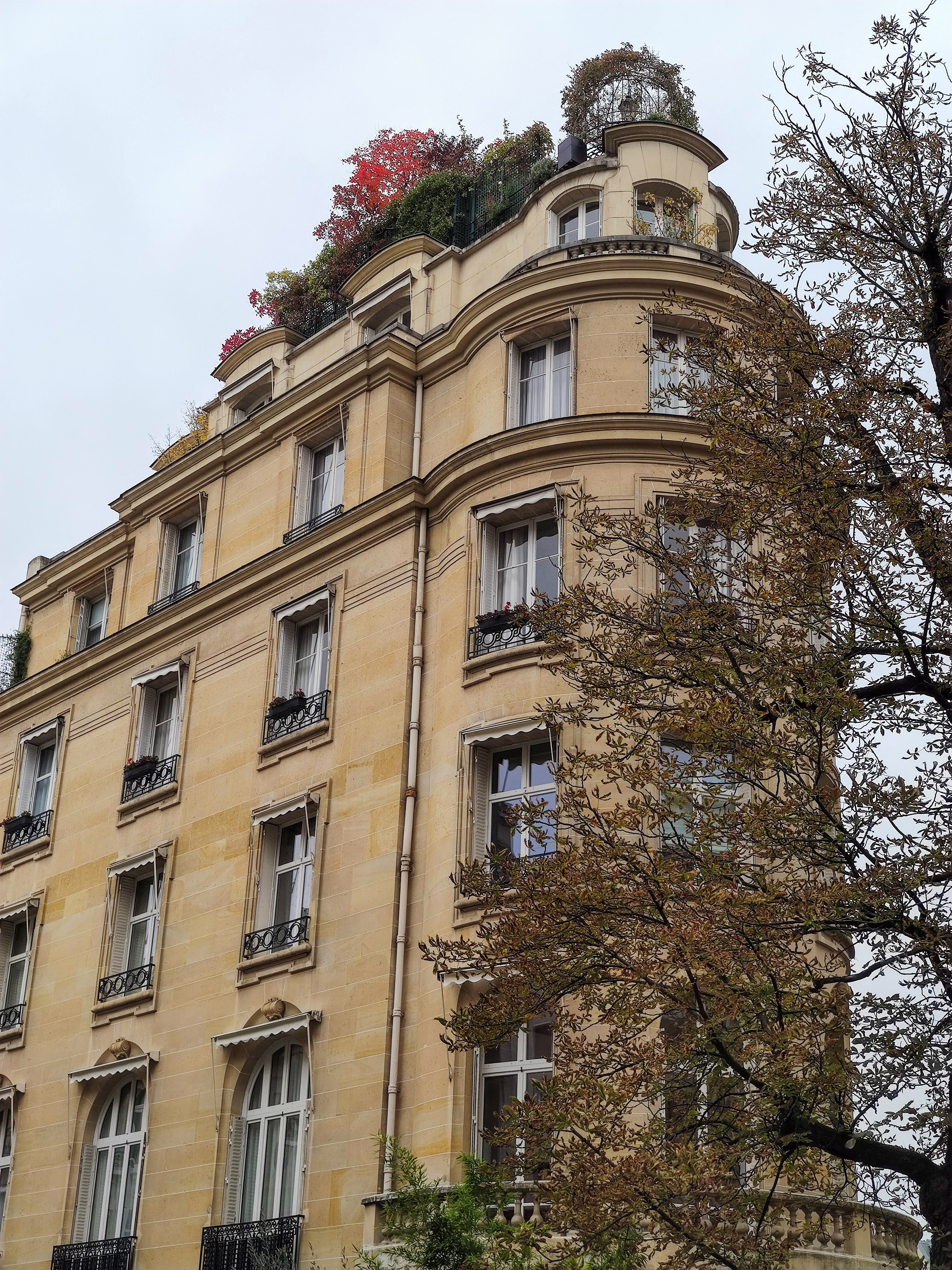
No 1 (façade donnant sur la rue Maspero).
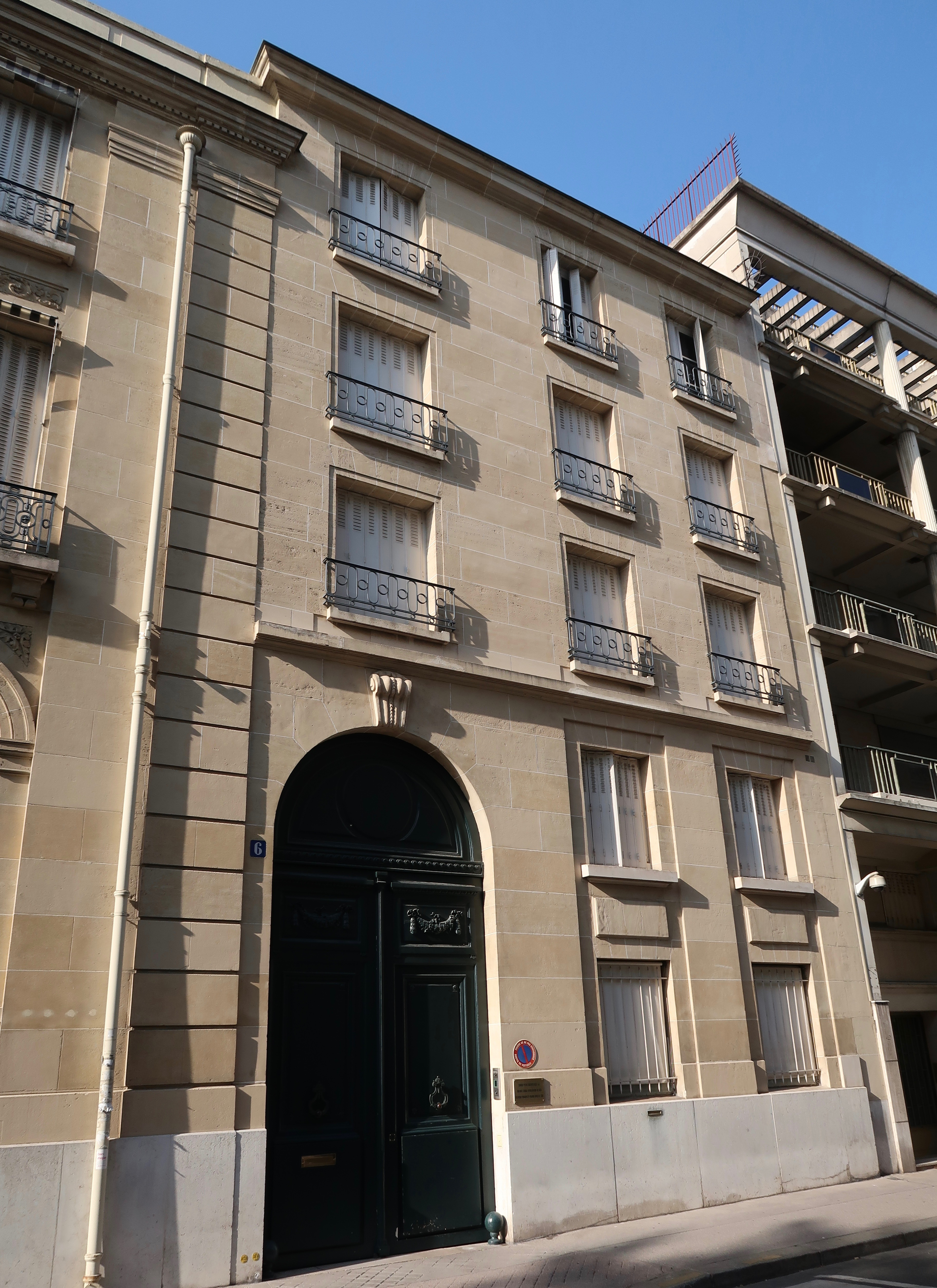
No 6.
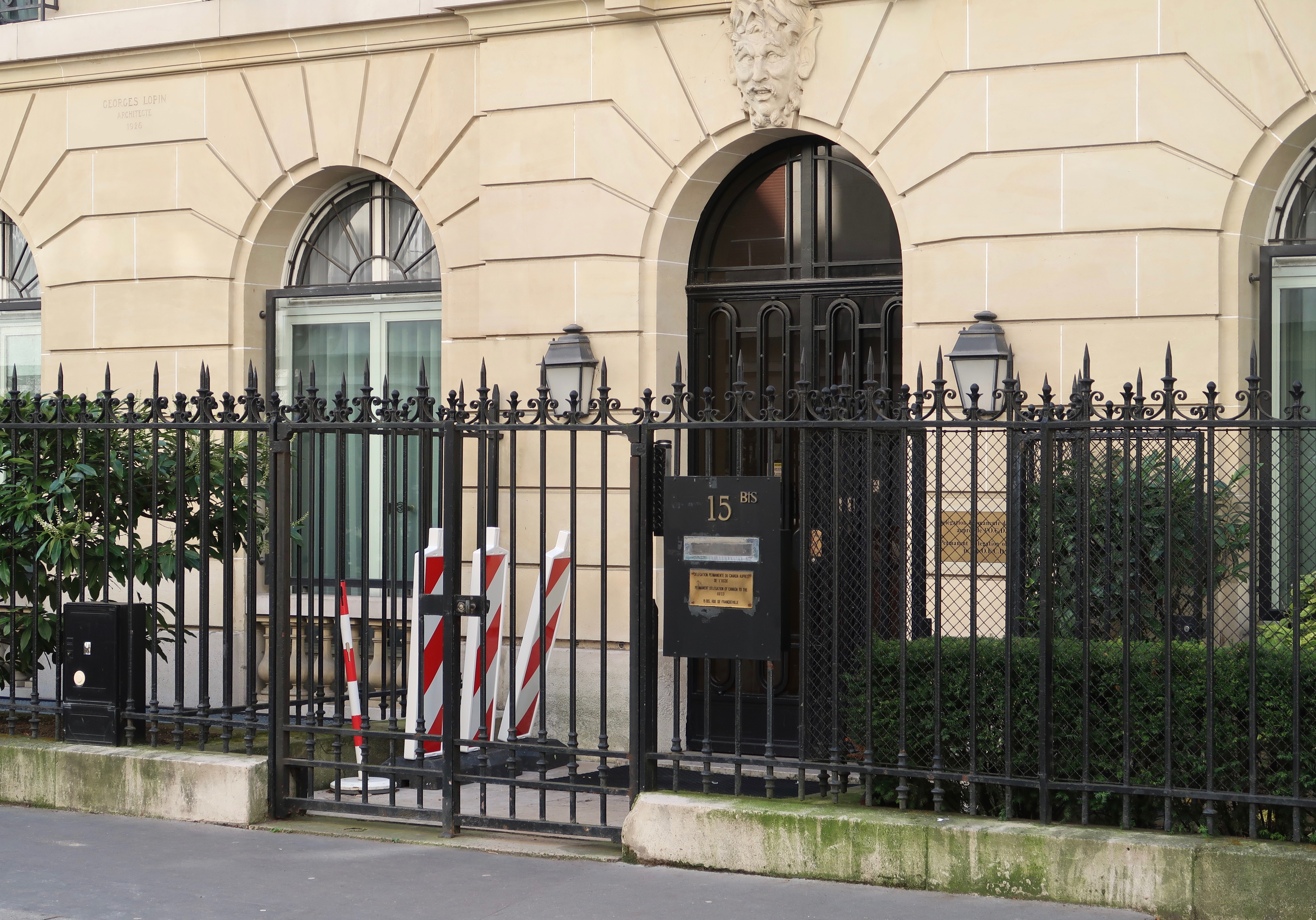
No 15 bis.
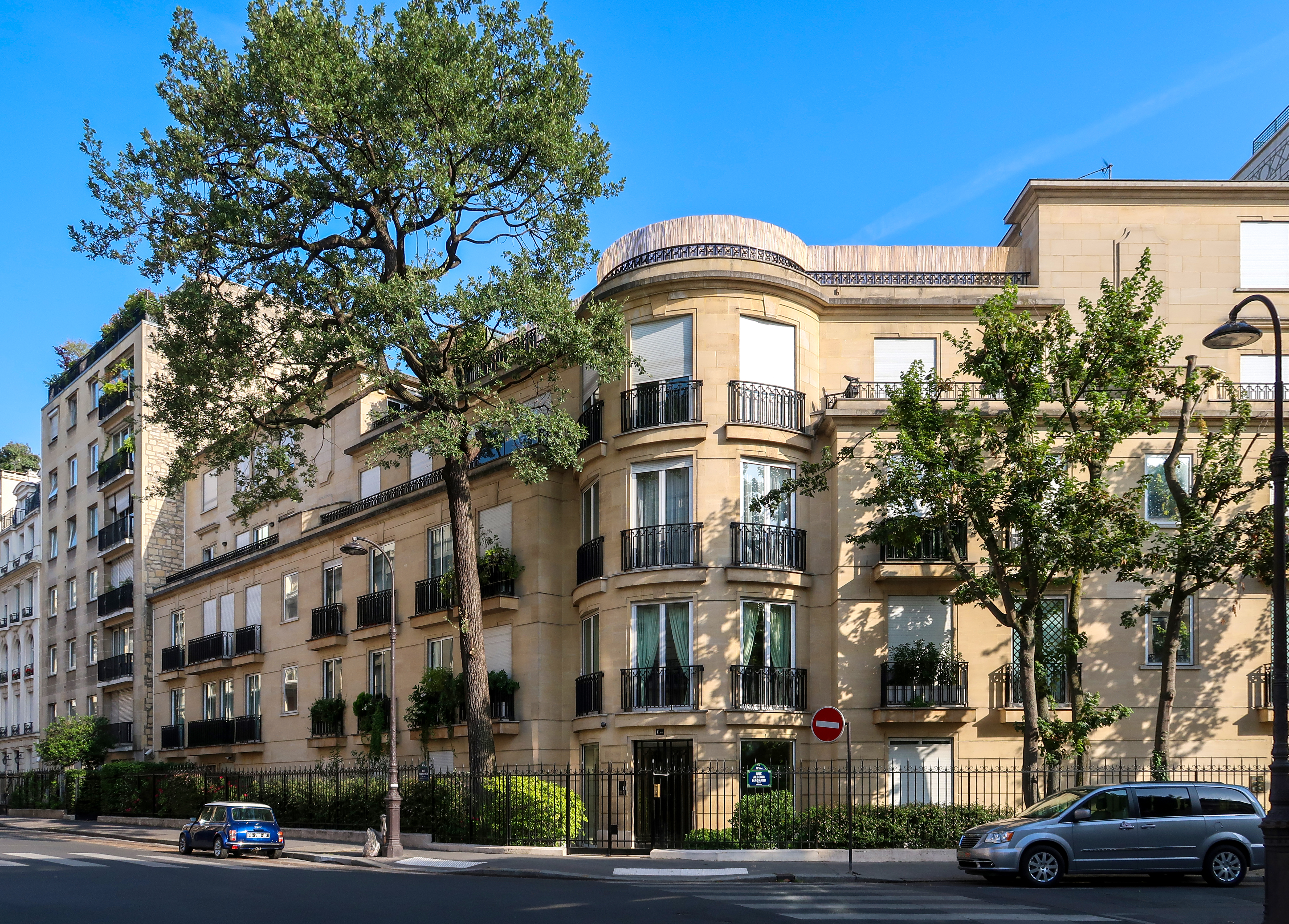
Croisement avec la rue Albéric-Magnard.
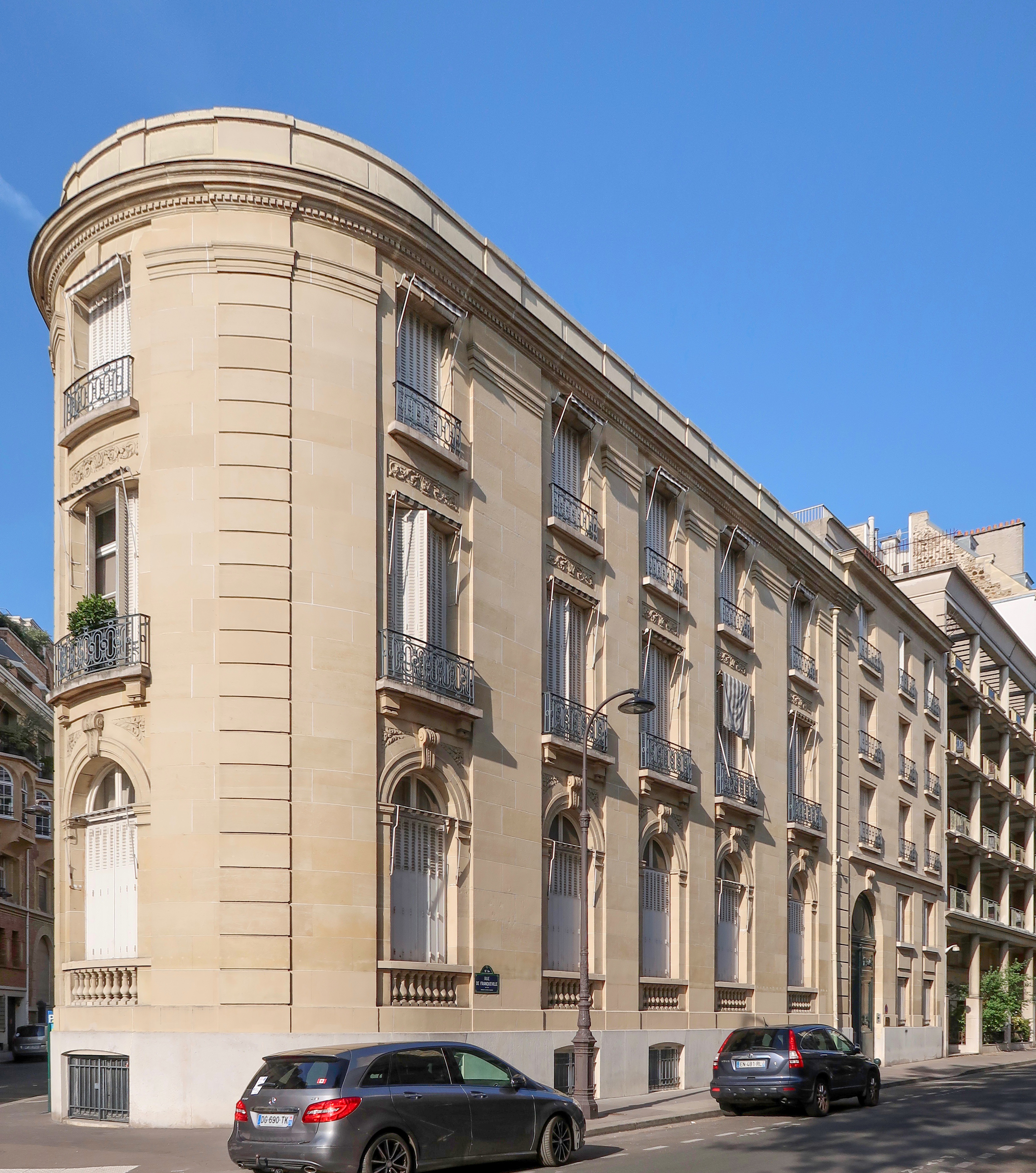
Croisement avec la rue Albéric-Magnard.